# Martin-Luther-Kirche (Seckenhausen)
Die Martin-Luther-Kirche in Stuhr, Ortsteil Seckenhausen, Industriestraße 8, stammt von 1968. Die Kirchengemeinde gehört zum Kirchenkreis Syke-Hoya der Evangelisch-Lutherischen Landeskirche Hannovers. 
Das Gebäude ist kein Baudenkmal.

## Geschichte
Die Seckenhauser mussten vor 1966 die Kirche in Brinkum aufsuchen. Seit 1962 wurde angesichts steigender Bevölkerungszahlen der Wunsch nach einer Kirchengemeinde und damit einer Kirche für Seckenhausen an das Landeskirchenamt Hannover gerichtet. Ein Grundstück war bald gefunden und erworben, Baupläne gab es seit 1965. In den Jahren 1967/68 wurde dann das Kirchengebäude aus Sichtbeton nach den Plänen von Architekt Gerhard Dunkhase (Bremen/Stuhr) errichtet und am 4. Advent 1968 feierlich eingeweiht, damals noch ohne Kirchturm. Dieser wurde 1978 frei stehend in der Art eines Campanile neben dem Kirchengebäude errichtet. 2001 wurde auf der Südseite ein Anbau als Gemeindehaus realisiert. 2005 wurde das Kirchendach mit einer 46 Kilowatt-Sonnenkollektoren-Anlage ausgestattet.

## Beschreibung
Der Architekt „wollte eine Kirche bauen, die nicht nur für Gottesdienste gedacht ist, sondern allen als Treffpunkt dient“. Das Sichtbetongebäude von 1968 hat einen quadratischen Grundriss (20 × 20 Meter). Die ungewöhnliche Form ist durch das zeltartige Dach  auf Holzleimbindern bedingt, das von der Südwestecke nach Nordosten bis zu einer Höhe von  13 Metern steil ansteigt. Schmale vertikale Lichtstreifen in der Nord- und Ostwand sowie bodentiefe Fenster in den anderen Wänden sorgen für natürliche Beleuchtung. Die Kirche hat 150 Plätze und kann auf 250 Plätze erweitert werden. Farbige Streifen am und im Gebäude, die „Farbwege“, und die Betonreliefs stammen von Otto Herbert Hajek (Stuttgart), ebenso Altar, Kanzel und Taufbecken aus Sichtbeton. Im Anbau befinden sich weitere Aufenthaltsmöglichkeiten, Toiletten und eine Küche.
Der Glockenturm besteht aus zwei schmalen dreieckigen Scheiben, die oben mit einem ein Kreuztragenden Stegverbunden sind. Sie tragen eine hochrechteckige quaderförmige Glockenstufe, in der zwei Läuteglocken aus Bronze untergebracht sind: Die größere klingt mit dem Schlagton cis″ und wurde 1978 gegossen, die kleinere von 1966 mit dem Ton e″ hing bis zur Errichtung des Glockenturms in einem provisorischen Holzturm am benachbarten Friedhof. Beide Glocken entstanden in der Glocken- und Kunstgießerei Rincker in Sinn (Hessen).
Die Orgel mit mechanischer Traktur und Schleifladen wurde 1971 von Alfred Führer (Wilhelmshaven) gebaut. Sie hat acht Register auf zwei Manualen und Pedal.